# 209075 Kathleenharmon
209075 Kathleenharmon è un asteroide della fascia principale. Scoperto nel 2003, presenta un'orbita caratterizzata da un semiasse maggiore pari a 2,557676 UA e da un'eccentricità di 0,173335, inclinata di 12,796015° rispetto all'eclittica.